# Goar (Santo)

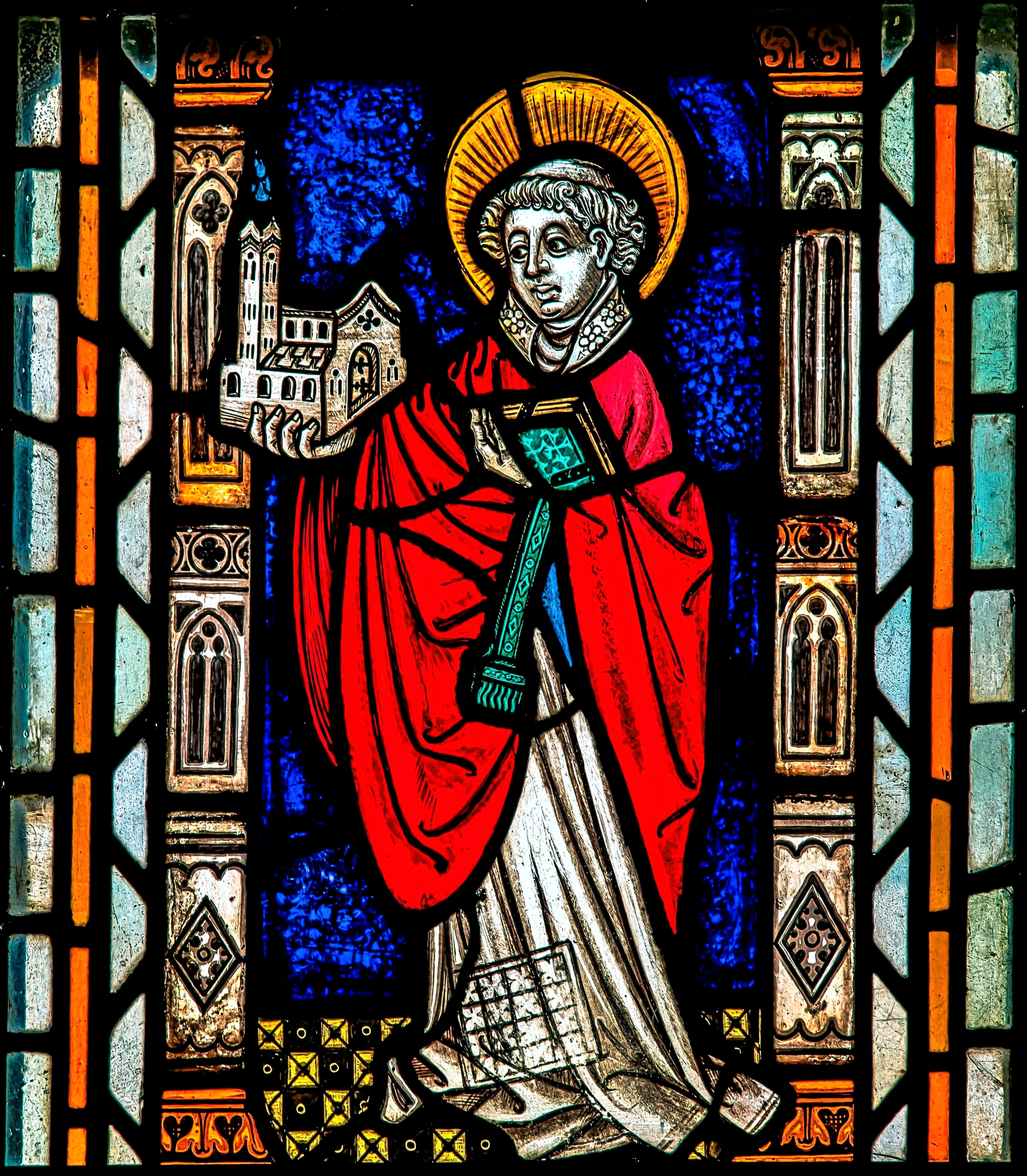
San Goar, vitral de alrededor de 1460, Colegiata de St. Goar

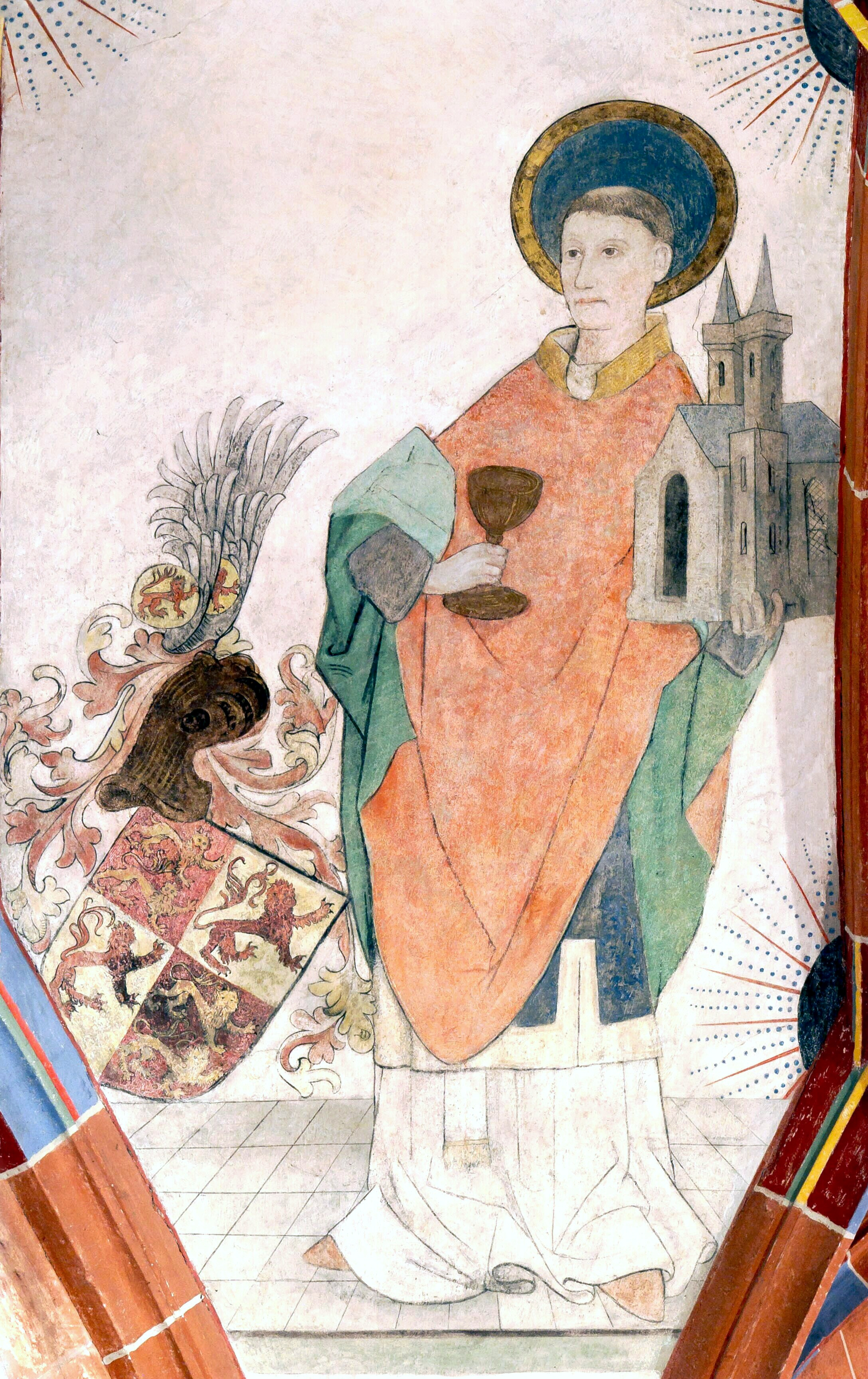
San Goar, fresco de hacia 1450, colegiata de St. Goar

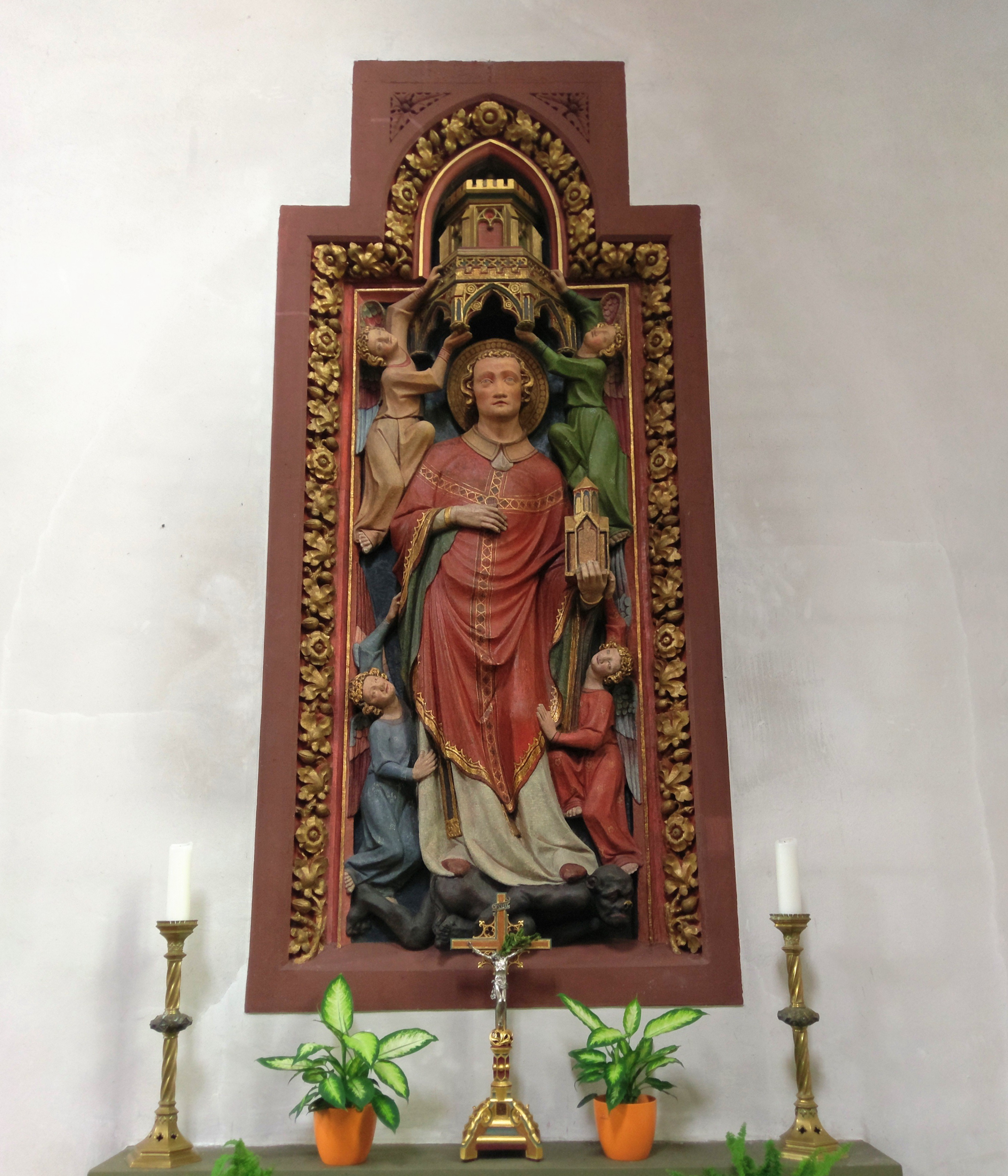
San Goar; lápida de alrededor de 1340. Iglesia católica de San Goar y Sta. Isabel en Sankt Goar

San Goar (c. 495-575) fue un sacerdote de Aquitania que se instaló en el Rin en el sitio de la futura ciudad de Sankt Goar y trabajó allí como misionero.

## Vida y obras
Poco se sabe sobre la vida real del santo. Además de la tradición constante en Sankt Goar, el lugar donde vivió, se cuentan más detalles sobre él en una Vita del monje Vandalberto de Prüm (m. alrededor de 870). Esta Vita a su vez se refiere a una fuente más antigua.
Según esta, el sacerdote Goar procedía de Aquitania, en el suroeste de Francia, y era hijo de Georgius y Valeria.
Bajo el reinado del rey Childeberto I (m. 558), hijo de Clodoveo I, Goar se trasladó de su tierra natal a lo que entonces era la diócesis de Tréveris y se instaló en la margen izquierda del Rin Medio en la zona de la actual Sankt. Goar para trabajar como misionero. Según la Vita de Vandalberto, construyó una pequeña iglesia en la que colocó numerosas reliquias, predicó la fe cristiana a la población mayoritariamente pagana y llevó una vida piadosa de oración y ascetismo. Su bondad y amabilidad fueron especialmente elogiadas.
Goar vivió y murió como un ermitaño en olor de santidad. Después de su muerte (575), su tumba y su antigua celda se convirtieron en un lugar de peregrinación; la localidad fue nombrada tras Él. Allí se desarrolló una comunidad clerical, cuyos inicios posiblemente se remontan a él mismo.

## Leyenda y creencias populares
Según la leyenda, su hospitalidad, especialmente hacia los barqueros del Rin, fue tan grande que tuvo que responder ante el obispo de Tréveris, pero encontró misericordia cuando colgó su sombrero y abrigo en un rayo de sol. 
Muchas historias de milagros son similarmente originales: se dice que Goar le dio una patada al diablo, quien lo calumnió gravemente. También evitó que el vino se derramara por la boca abierta de un barril, salvó a dos sacerdotes de la inanición con la leche de tres ciervas que llegaron tras su llamada,  y salvó a un barco de hundirse. Navegó también milagrosamente por el Rin, sin usar remos, desde el Mosela hasta Sankt Goar. 
La mayoría de las historias de milagros giran en torno a la bondad proverbial del santo o su ayuda a los barqueros y viajeros. Su hospitalidad lo convirtió en el patrón de los alfareros, ladrilleros y posaderos. También trajo vides al Rin desde su tierra natal al sur de Francia, por lo que también se le invoca como patrón de los viticultores.
Se dice que Fastrada, tercera esposa de Carlomagno, se alivió en la tumba de San Goar de un dolor de Muelas.
Su conmemoración es el 6 de julio. En la diócesis de Limburgo, la festividad se celebra el 9 de julio. En la Diócesis de Tréveris es el 24 de julio.
En Muri, Suiza, hay una iglesia dedicada a St. Goar como patrón. 